# Pimelea urvilleana
Pimelea urvilleana är en tibastväxtart. Pimelea urvilleana ingår i släktet Pimelea och familjen tibastväxter.

## Underarter
Arten delas in i följande underarter:
- P. u. nesica
- P. u. urvilleana